# 禮悌縣
禮悌縣，是明代交阯承宣布政使司下轄的一個縣，治所可能在今越南廣南省三岐市(三岐縣，旃檀源和右邦源地區)。

## 沿革
- 永樂十二年三月庚子，設交阯升、華、思、義四州，俱隸升華府，在化州以南統黎江等十一縣，原為黎季犛所取占城之地[4]。
- 永樂十三年夏四月壬申，置禮悌縣，屬升華府華州[5][6]。